# N-아세틸뉴라민산
N-아세틸뉴라민산(영어: N-acetylneuraminic acid)는 포유동물의 세포에서 발견되는 주된 시알산이고, 약자로는 Neu5Ac 또는 NANA로 표기한다.
음전하를 띤 N-아세틸뉴라민산 잔기는 점액의 복합 다당류 및 세포막의 당단백질에서 발견된다. 또한 N-아세틸뉴라민산 잔기는 뇌의 뉴런 세포막의 중요한 구성성분인 강글리오사이드 같은 당지질에서도 발견된다.
N-아세틸뉴라민산은 감염 방지에 관여하는 것(입, 코, 위장관, 호흡기 점막과 관련된 점액)과 함께 인플루엔자 바이러스가 자신의 적혈구응집소(hemagglutinin)를 통해 숙주의 점액세포에 부착되도록 하는(인플루엔자 바이러스 감염에 필요한 단계 중 초기단계) 수용체 역할을 한다.

## 세균성 병원체의 생물학
N-아세틸뉴라민산은 병원성 세균에서도 중요한데, 세균에 탄소와 질소를 공급하는 영양분으로 사용되거나 일부 병원균에서는 활성화되어 세포 표면에 위치하기도 한다. 세균은 환경으로부터 N-아세틸뉴라민산을 포착하기 위해 N-아세틸뉴라민산에 대한 운반체를 진화시켰으며, 대장균(Escherichia coli)의 NanT단백질, 인플루엔자균(Haemophilus influenzae)의 SiaPQM TRAP 운반체, 연성하감균(Haemophilus ducreyi)의 SatABCD ABC 운반체(SatABCD ATP-binding cassette transporter)를 포함하여 몇몇 운반체의 특성이 밝혀졌다.

## 같이 보기
- 뉴라민산
- N-글리코닐뉴라민산
- 시알산